# Коржук Віктор Дмитрович
Коржук Віктор Дмитрович (нар. 18 березня 1945, с. Райгородок, Бердичівський район, Житомирська обл., УРСР – пом. 14 серпня 2004, Бердичів, Житомирська обл., Україна) – журналіст, член Національної спілки журналістів України, Заслужений журналіст України.

## Біографія
Народився 18 березня 1945 року в селі Райгородок Бердичівського району. Незабаром після його народження родина переїхала на постійне місце проживання до Бердичева.
Початкову освіту здобув у міській восьмирічній школі №13. Після її закінчення працював учнем муляра в БМУ-73, фрезерувальником на заводі “Комсомолець”. В 1964-1965 рр. служив у лавах Збройних Сил СРСР.
Після звільнення з лав ЗС повернувся на машинобудівний завод “Комсомолець” і став бригадиром комсомольсько-молодіжної бригади.

## Журналістська діяльність
На роботі він стає постійним дописувачем у цехову стінгазету. Бере участь у різних рейдах із перевірки роботи окремих структур заводу, результати яких завжди описувались його пером. Згодом у нього  з’явився фотоапарат, і його статті та фотографії до них наприкінці 1960-х років з’являються на сторінках місцевої газети “Радянський шлях” (нині “Земля Бердичівська”).
В 1971 році перейшов на постійну роботу до редакції газети “Радянський шлях”, де обіймав посаду завідуючого відділом. Паралельно він вступив на навчання до Київського політехнічного інституту. У цей час у редакції газети фотокореспондентом також працював Володимир Солодкий, який став наставником молодого журналіста.
Поступово його захоплює нова робота: він відвідує підприємства, пише статті та робить фоторепортажі на різноманітну тематику. На замовлення англійських видавництв в 1970-х роках в Англії публікуються його фоторепортажі “Тут народився Джозеф Конрад”. Головна редакція Української Радянської Енциклопедії Академії Наук УРСР замовляє йому серію фотографій, які увійшли до книги “Історія міст і сіл Української РСР” (1973), в якій вміщено статті про Бердичів та Бердичівщину за авторством І.Є. Громенка та О.О. Павлова.
В 1980-1990-х роках працював позаштатним кореспондентом фотохроніки ТАРС-РАТАУ. Він відтворює на сторінках центральних видань життя трудових колективів Житомирщини. Фотографії Віктора Коржука охоче публікують такі видання, як “Голос України”, “Урядовий кур’єр”, “Радянська Житомирщина” (нині “Житомирщина”), “Армія України”, “Народна Армія”, “Північні відомості”, журнал “Жінка”. Вже на переламі тисячоліть підготував серію фотоілюстрацій для книги “Бердичів”, яка виходить у видавництві “М.А.К.”, та набору листівок “Сучасний Бердичів”, виданих у Москві.
За час своєї роботи  опублікував понад 20 тисяч фоторобіт у різних виданнях масової інформації. Він – постійний учасник міських, обласних та республіканських фотовиставок. Два роки поспіль отримував звання “Кращий журналіст Бердичева”. Як визнання його творчих здобутків Указом Президента України від 4 червня 2003 року №476/2003 за вагомий особистий внесок у розвиток вітчизняної журналістики, високу професійну майстерність присвоєно звання “Заслужений журналіст України”.

## Літературна діяльність
Продовжуючи працювати в міськрайонній газеті “Земля Бердичівська”, паралельно приступив до створення низки оповідань про рідне місто та його жителів. Як результат цієї праці в 2002 році виходить друком збірка “Рассказы по-бердичевски”. Її прихильно зустрічає бердичівський читач: у приміщенні міського Палацу культури відбулась презентація книги, під час якої актори інсценізують окремі оповідання.
В  2004 році виходить друга збірка оповідань “Рассказы по-бердичевски. 2”, у якій автор продовжив цикл оповідань із життя рідного міста та його жителів.
Його збірки оповідань – це жива картина життя бердичівлян. Оповідання повертають читачів у минулі часи молодості,  показують минуле життя і побут простих пересічних громадян.
У його задумах було  написання нових оповідань, створення документальної повісті про Велику Вітчизняну війну та визволення Бердичева. Та численним творчим та життєвим планам не судилось збутися – Віктор Дмитрович Коржук помер 14 серпня 2004 року на 59-у році життя від серцевого нападу. Похований у Бердичеві на загальноміському кладовищі у секторі почесних поховань.

## Вшанування пам'яті
З метою єднання всіх ЗМІ міста Бердичева у прагненні увіковічити ім’я видатного журналіста, фотокореспондента та письменника Віктора Коржука, 5 червня 2006 року у Бердичеві започатковано щорічний мистецький конкурс на приз імені Віктора Коржука, присвячений Дню журналістики. 
В 2008, 2012 та 2016 роках перевидаються всі оповідання бердичівського фотожурналіста, об’єднані в єдину збірку.